# 對不起青春！
《對不起青春！》，是2014年10月12日至2014年12月21日於日本TBS電視台周日劇場時段（21:00 - 21:54，JST）播出的電視連續劇，為校園題材喜劇，由宮藤官九郎編劇，本劇除了是宮藤官九郎首度為此時段編寫劇本，亦是第一次編寫純校園題材劇本；女主角滿島光則是初次與錦戶亮和宮藤官九郎合作。

## 製作過程

### 構想選角
- 宮藤官九郎繼《池袋西口公園》和《木更津貓眼》等話題劇之後，再度和同製作人磯山晶合作，亦是在《流星之絆》前即有的構想。此劇是宮藤初次編寫純校園題材，且和時下霸凌、貪汙、逃學等校園問題的電視劇內容不同，宮藤欲描述的是以平和的校園生活為主。高中時期男校出身的宮藤官九郎根據自己當時「如果附近有女校可以合併就好了」的願望，而創作了這部作品[3]。
- 在《流星之絆》前，編劇宮藤即希望拍攝一部校園劇，當時僅有幾行字的故事梗概；《流星之絆》後，宮藤有了和錦戶再度合作的想法。但因為只有題材梗概，背景及主角等尚未設定是教師或學生。和製作人磯山晶討論後，因錦戶年齡已不適合扮演高中生，因此將人物設定為教師。演對手戲的女主角，宮藤表示想邀自己欣賞且從以前就想合作的滿島光擔任[4]。
- 此劇的原男女主角設定較像劇中的蔦谷聰（永山絢斗 飾）和蜂矢祐子（波瑠 飾），但兩人皆是教師。兩人第一話即相戀，但因宗教不同而遭所有人反對，憤而縱火。但此設定無法使觀眾有帶入感，因此另寫出原平助（錦戶亮 飾）和蜂矢理沙（滿島光 飾）兩個角色。宮藤形容，「此兩人像是從蔦谷聰和蜂矢祐子身上分裂出來的細胞」。[4]
- 確定劇中兩位老師為原平助和蜂矢後，原本兩人之間並無戀愛情愫，但宮藤聽聞三島市的心型吊環都市傳說後，決定使用這素材，於是大幅改變兩人的關係。使得原平助坦承真相時的對象轉移到蜂矢身上。宮藤個人最喜愛的角色是蜂矢。[5]
- 原片名有設定過取名為《祝！男女共學》、《三島Shuffle》、《犯人教師》、《煩惱教師》、《明日，學校見》、《佛、神、可樂餅》等，但和磯山晶討論後皆被推翻。宮藤個人屬意《祝！男女共學》此名，但正式劇名為磯山晶所取。編寫第二話劇本時才決定使用此劇名，並順勢讓劇中的廣播電台橋段登場。[4]

### 拍攝花絮
- 2014年8月18日，初次見面的錦戶亮與滿島光定裝；25日，拍攝海報。9月4日，主要演員開會、對台詞和彩排。9月5日，正式開鏡[6]。
- 第一話加長15分鐘，日本一部分區域在第一話前播出「一分鐘特別篇」，劇中人物全部登場。
- 故事背景在三島市，劇中出現可樂餅、可樂餅麵包等當地名產，並以商業搭配方式在全國羅森便利商店販售。外景地以源兵衛川、樂壽園和三嶋大社為主。學校外景則在靜岡縣立三島北高等學校（劇中「東高」）及千葉英和高等學校（千葉縣八千代市，劇中「三女」）拍攝。
- 11月6日，劇組以劇中女主角「蜂矢理沙」（蜂矢りさ）之名開設官方Instagram，帳号“gomenne.88”，劇組表示交由滿島光更新。
- 劇中「蜂矢理沙」的服裝造型引起許多人詢問，《朝日新聞》刊載，此劇服裝皆為造型師與滿島光針對人物特色一同發想的結果。第四集以降，服裝顏色轉為鮮豔，表示出人物已墜入愛河的心境[7]；某些服裝和圍巾為滿島光個人私物[8]。
- 劇中學生的綽號，發想來源多數為編劇宮藤官九郎見過演員本人所留下的印象。
- 拍攝後期，因飾演男女校長的演員生瀨勝久和齊藤由貴皆有舞台劇公演，因此刪減掉兩人的一部分戲份。[9]

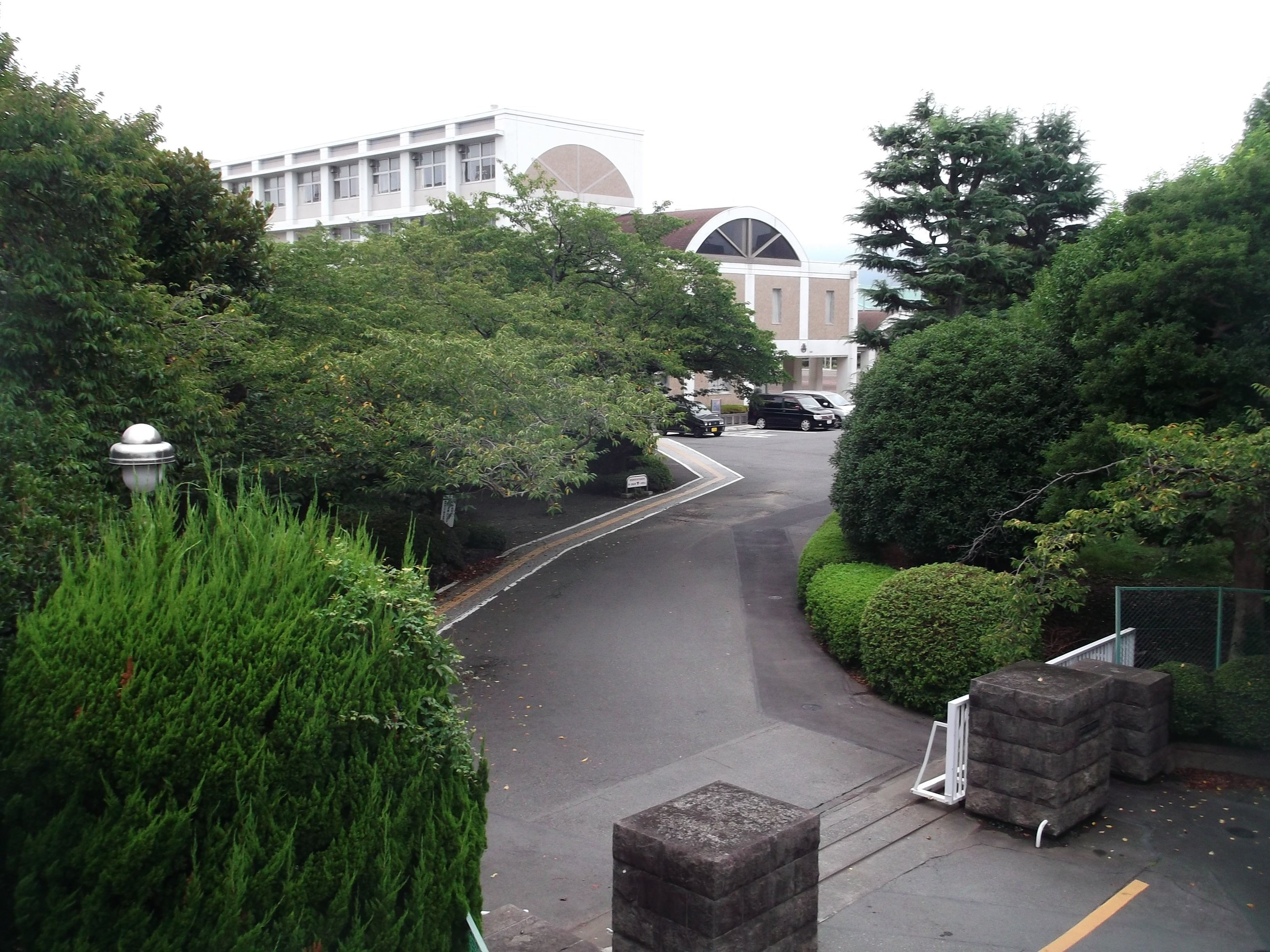
靜岡縣立三島北高等學校（劇中「東高」）

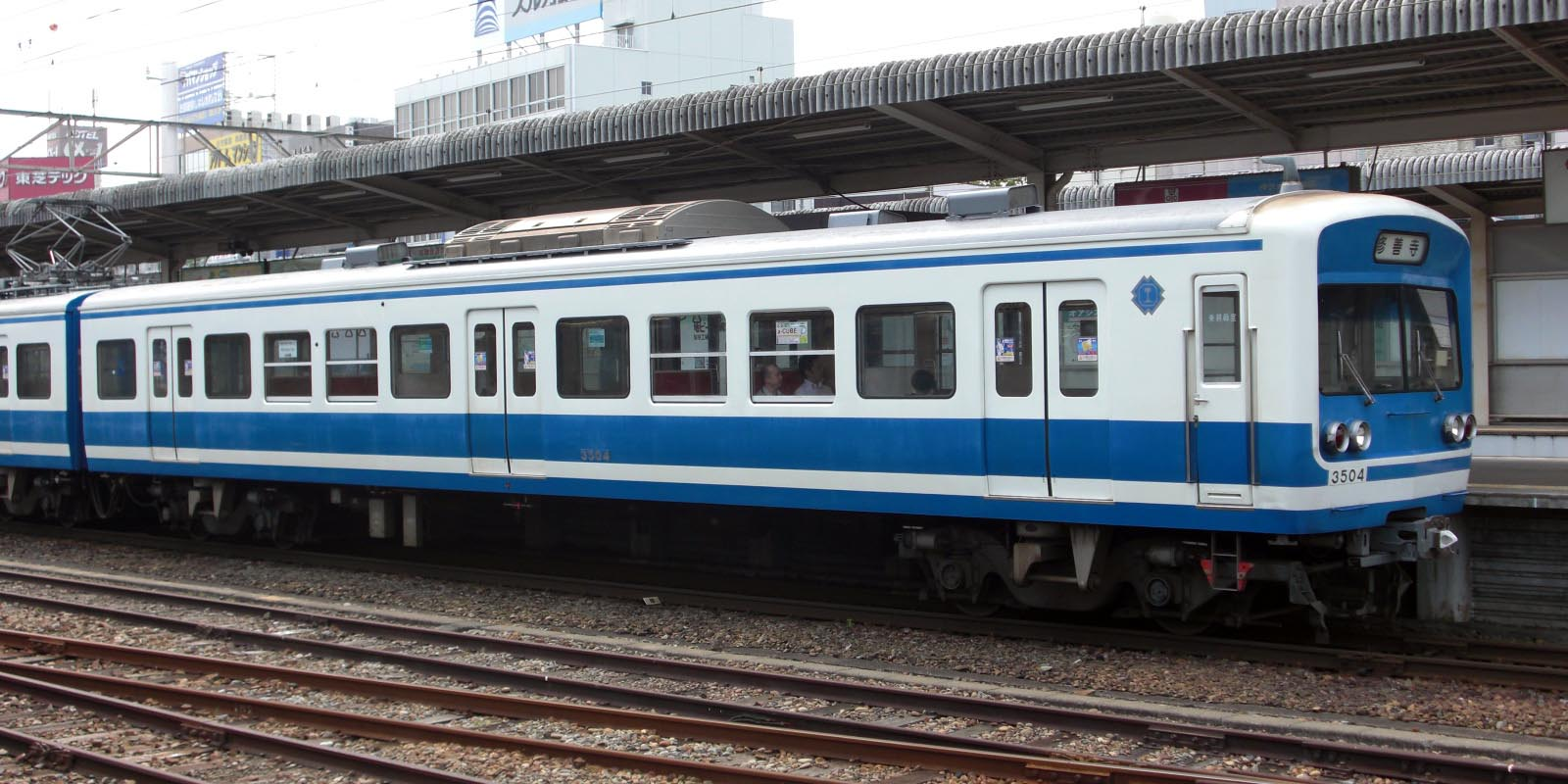
劇中兩校師生搭乘的伊豆箱根鐵道駿豆線

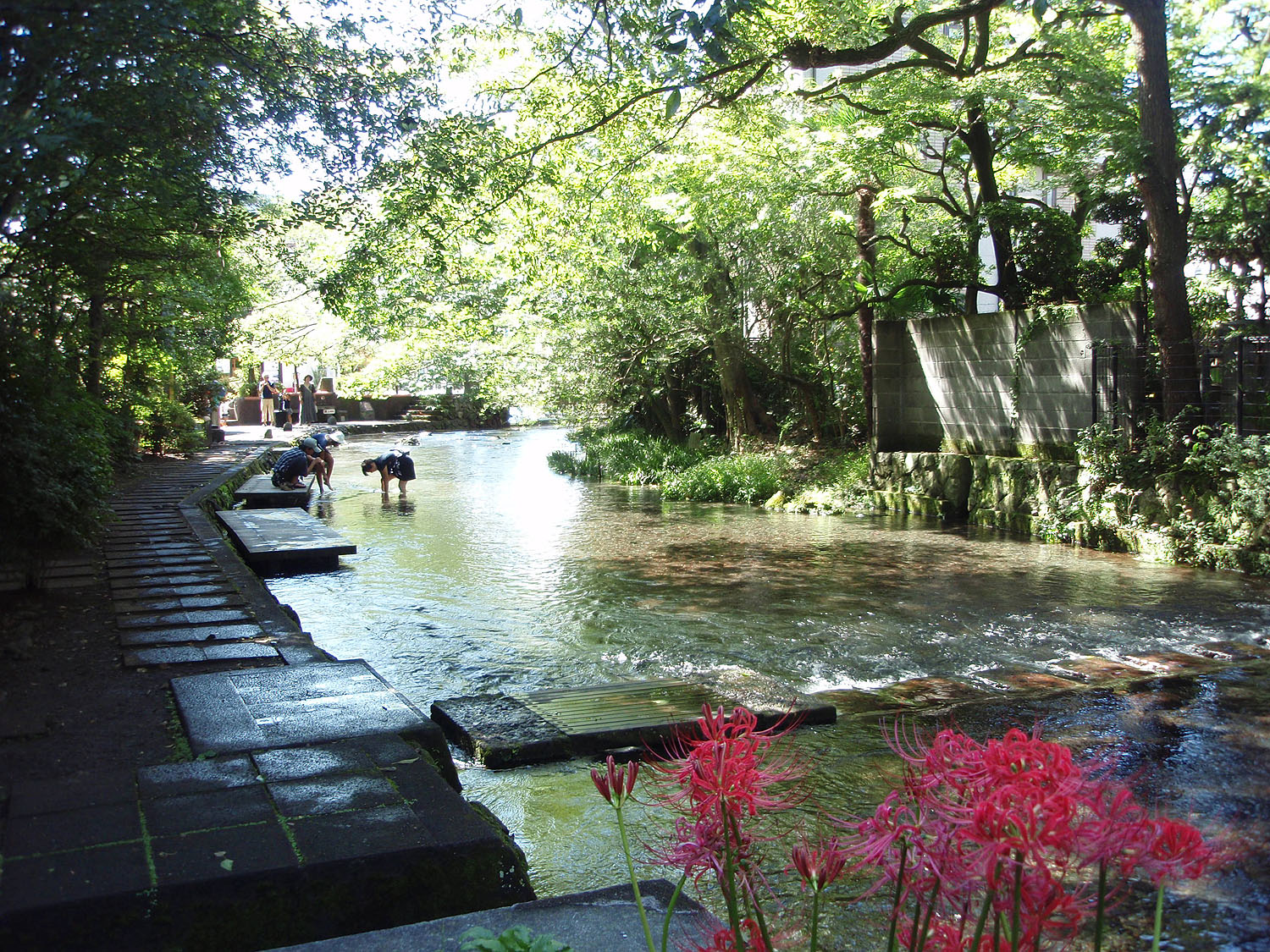
劇中重要場景之一
靜岡縣三島市源兵衛川

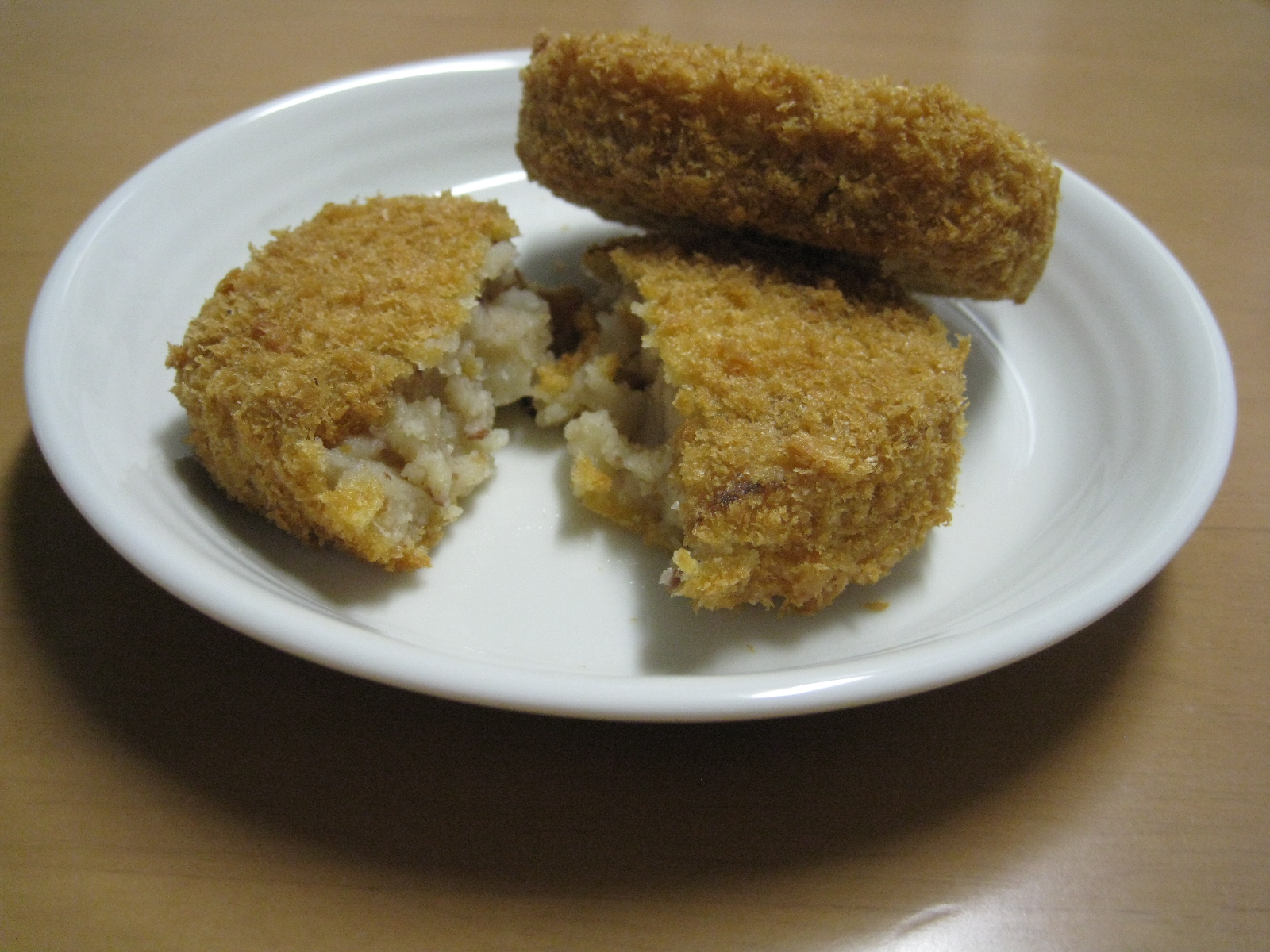
靜岡縣三島市可樂餅

## 劇情簡介
靜岡縣三島市有三所私立高校，除了每年東京大學合格生輩出的駿豆西高校（通稱「西高」），另有聖三島天主教女子高校（通稱「三女」）和駒形大附屬三島佛教男子高校（通稱「東高」）。
東高和隔壁的升學名校三女，則因後者面臨經營困難的問題，加上當地少子化趨勢，兩校計畫合併。畢業自東高的國文老師原平助（錦戶亮 飾）前往母校任教，並在合併前提出男女混合的「實驗性共學制」。當年，原平助因好友蔦谷聰（永山絢斗 飾）和自己心儀的三女學生蜂矢祐子（波瑠 飾）相戀，疑似引發了三女教堂燒燬的事件，抱著愧疚感在東高任教的原平助則致力於促進兩校男女學生的交流，期間，認識了蜂矢祐子的妹妹蜂矢理沙（滿島光 飾），即三女的英語兼生活指導教師。
透過教師的努力，在兩校共學制之下的男女學生之間的隔閡逐漸消融，甚至萌生了戀情。另一方面，原本在嚴格的天主教學校環境中長大的理沙，卻突然在某天，覺得自己和平助的相遇是上天註定......。

## 演員陣容

### 主要人物
| 角色                | 演員   | 身分／關係 | 香港配音 |
| 原平助              | 錦戶亮 | 31歲，「東高」的國文教師，和學生打成一片的年輕老師，有拖延症。為了兩校的合併，希望峰矢能同心協力達成目標。亦因為「共學制（實驗性男女合班制）」，而擔任「三女」的三年C班導師，被三女學生取了「拖眼角河童（タレカッパ）」的綽號。在車廂不小心對蜂矢理沙壁咚，加上心型吊環的都市傳說，使理沙墜入情網。                                   | 李致林   |
| 蜂矢理沙 （日語：蜂矢りさ） | 滿島光 | 28歲，「三女」英語教師兼生活指導教師，行動力強、戰鬥力滿點，在學生時期素有「Black Tiger」之威名，但實則傲嬌，在男人面前無法表現出內心真正想法。原本反對併校，因原平助的「共學制（實驗性男女合班制）」提案而擔任「東高」三年三班導師。第四話，和原平助一起搭電車並同握心型吊環，偷偷認定了平助是自己的真命天子，被平助勾出純情少女心。 | 陳琴雲   |

### 教職員與親屬
- 註：駒形大附屬三島佛教男子高校通稱「東高」，聖三島天主教女子高校通稱「三女」

| 角色          | 演員       | 身分／關係 | 香港配音 |
| 蔦谷聰 （蔦谷サトシ）   | 永山絢斗   | 31歲，原平助的高中時期好友，關心朋友的優等生。但因14年前的事件而造成好友原平助的心理陰影，最後離家出走，人間蒸發不知去向。第二話出現在Girl's Bar打工，並不斷下跪希望取得原諒。                                               | 陳耀楠   |
| 蜂矢祐子      | 波瑠       | 31歲，蜂矢理沙的姐姐，原平助的暗戀對象。自小體弱多病，看似清純派，實則為戀愛體質，性格和妹妹理沙完全相反。因14年前的火災事件，而使全家受到他人排擠，已多年未和家人聯絡。                                                     | 吳羨婷   |
| 蜂矢善人      | 平田滿     | 蜂矢父親。因14年前的事故，無法諒解蔦谷聰。 | 葉振聲   |
| 三宮大三郎    | 生瀨勝久   | 51歲，東高校長，綽號「3D」。虛張聲勢的軟弱牆頭草性格，對併校議題沒興趣，但認為合併可以造成話題。喜歡找原平助喝酒，興趣是去Girl's Bar。每週五在電台節目「對不起青春！」當DJ，但此兼職身分在學校中無人知道。                   | 李錦綸   |
| 吉井良江      | 齊藤由貴   | 46歲，三女校長。虔誠的天主教教徒，過著禁慾生活。反對併校，認為女校應堅守「男學生禁止！」的傳統，嚴格執行「本校學生不准與東高男學生往來」的校規。年輕時是女流氓，經常失控暴走，不喝酒即有酒醉效果。                           | 黃玉娟   |
| 原平太        | 風間杜夫   | 60歲，原平助的父親，永樂寺的寺廟住持，但性格好色，兼任市議會議員與東高同學會會長。妻子過世後花許多時間在女人身上，「外務」太多，平均睡眠時間只有三小時。                                                                     | 陳永信   |
| 原美雪 （原みゆき）   | 森下愛子   | 原平助的母親。數年前已過世，化身為菩薩並常駐在兒子原平助房間裡，偶爾喜歡撒嬌，時常和兒子對話（亦擔任此劇的旁白）。 | 陸惠玲   |
| 原一平        | 江成和己   | 32歲，原平助的哥哥，永樂寺的寺廟繼承人。其後被保健室「Don't Mind」老師吸引。 | 周倚天   |
| 原英令奈 （原エレナ） | 中村靜香   | 原一平的妻子。前寫真藝人，性格迷糊，常會不小心跑進浴缸和他人共浴。 | 羅孔柔   |
| 村井晉太郎    | 津田寬治   | 東高理事長，亦是東高學生村井守的父親。 | 招世亮   |
| 豪德寺        | 緋田康人   | 東高的訓導主任。 | 朱子聰   |
| 濱口          | 宍戸美和公 | 三女的訓導主任。 | 袁淑珍   |
| 富永          | 富澤岳史   | 三女的體育教師。 | 古明華   |
| 淡島舞        | 坂井真紀   | 42歲，東高的保健室阿姨，校內唯一女性。年輕時是校內的瑪丹娜女神，但現被暱稱為「Don't Mind老師」。性格少根筋，和學生沒距離感。有駭客等級的3C技術，不時入侵學生帳號偷看學生私生活。後因被三女校長恥笑是醜女而偷偷改變外貌打扮。 | 朱妙蘭   |

### 學生
- 姓名後方「★」表自東高移動至三女實驗性班級的男學生
- 姓名後方「☆」表自三女移動至東高實驗性班級的女學生

| 角色                                  | 演員          | 身分／關係 | 香港配音 |
| 海老澤讓★ （海老沢ゆずる）                        | 重岡大毅      | 東高學生。班上感覺較正常的學生，與女校學生阿部余祕密交往。第二話之後公開和阿部的關係。被女學生取了「死翹眉毛（チャラ眉毛）」、「機關人偶（からくり人形）」等綽號，其後亦自暴自棄的默認了「機關人偶」此稱號。 | 張方正   |
| 阿部余☆ （阿部あまり） （緯來譯名：阿部阿萬里） | 森川葵        | 三女學生。和海老澤祕密交往。第二話之後公開和海老澤的關係，而被換到東高和海老澤分開上課，其後和海老澤分手。                                                                                                   | 魏惠娥   |
| 半田豪                                | 鈴木貴之      | 東高學生。充滿愛校心的呆直學生會會長，家中經營雜貨店，弟妹眾多。視「脫衣」為家常便飯，喜愛展露六塊肌身材。蜂矢理沙老師來東高授課第一天，即迷戀理沙。第四話向理沙老師告白但被理沙發了。                       | 李鎮然   |
| 中井貴子                              | 黑島結菜      | 三女學生。性格認真、頭腦清晰的學生會會長。原本不待見原平助，但第四話時，突然向原老師告白。 | 黃昕瑜   |
| 古井豐★                               | 矢本悠馬      | 東高學生。非關西出身但不知為何偶爾會冒出關西腔，內心崇尚混混形象。被遠藤泉取了「猴子」的綽號。 | 陳成港   |
| 山田·Birkenstock（勃肯）·京子 （山田・ビルケンシュトック・京子）    | 特林德爾·玲奈 | 三女學生。日德混血，是學校裡人氣最高的女神，在校外有官方和非官方的個人後援會，暱稱「birken」。因名字birkenstock與知名鞋子品牌勃肯同名，曾被取「涼鞋」綽號。第五集中和古井（猴子）的戀情曝光。                | 詹健兒   |
| 成田淳                                | 船崎良        | 東高學生。在電車上被懷疑偷拍三女學生山田，而被蜂矢理沙「顏面膝攻擊」並沒收手機。LINE帳號常被保健室Don't Mind老師冒用。第四話受Don't Mind老師委託，「扮演」自己。                                             | 鄧港文   |
| 神保愛                                | 川榮李奈      | 三女學生。平常以口罩示人，外表溫馴，發怒時POWER全開，擅長流氓口音。 | 凌晞     |
| 昭島司★                               | 白洲迅        | 東高學生。自稱「搭訕高手」，其實是處男。綽號「猜謎王」，喜歡即興出謎題，常被三女的遠藤泉吐嘈。 | 張裕東   |
| 遠藤泉 （遠藤いずみ）                           | 富山惠理子    | 三女學生。自我感覺相當良好，成天想著「吃」，隨時能掏出食物，喜歡起鬨。以東京大學理科為目標。猜謎功力凌駕於東高猜謎王之上。                                                                                   | 李潤知   |
| 大木隆                                | 龍星涼        | 東高學生。長相帥氣但性格莫名的high，不受女生歡迎，氣氛製造者。 | 李凱傑   |
| 佐久間理惠☆ （佐久間りえ）                      | 久松郁實      | 三女學生。因G罩杯巨乳，成為東高男學生注目的焦點。 |          |
| 村井守★                               | 小關裕太      | 東高學生。學校理事長的兒子，後來發現自己有性別認同障礙。喜歡半田豪，會帶著一隻小兔子絨毛玩偶上課，綽號「cosme」，「男身女心」。和三女某部分的女同學十分合得來。                                              | 曹啟謙   |

三女3年C班（合班）其他學生
- 男子★ - 成瀨駿、北尾貢次、土井裕斗、櫻井保幸、笠松將（笠松将）、山本耕大、武田一馬、米光隆翔、齋藤大貴、杉村昇馬、笹和貴
- 女子 - 吉田圓（吉田まどか）、星名利華、齋藤亞美、伊倉愛美、白石糸、齋藤明里、瑠衣夏（和田瑠衣夏）、梶原南（梶原みなみ）、繪理子（渡邊繪理子）、鹿倉樹麗

東高3年3班（合班）其他學生
- 男子 - 細谷光治、雅健志郎、佐藤友貴、鍋岡守、山田知宏、伊藤伸一、鶴見和也、椎葉昌紀、平龍、梅田考也、大平峻也、玉城琉太
- 女子☆ - 山本美結、杉田玲菜、成木未菜、野村香奈、伊藤麗、一戶玲奈、伊藤優衣、松澤美妙、團遥香、村上穗乃佳、北川杏奈、市山京香、荻野真衣、喜多陽子

### 其他
| 角色       | 演員     | 身分／關係           | 香港配音 |
| 酒吧老闆娘 | 植木夏十 | Girl's Bar的老闆娘。 | 許盈     |

### 客串人物
胸仔：小平大智（第1話）
東高的後段班學生。對三女的胸部有莫名的癖好，因而有此外號。
阿部的母親：角南範子（第2話）（香港配音：蔡惠萍）
余的母親。
沙勿略：今野浩喜（第3話）
三島地區經常出現的變態慣犯。偽裝成聖職者對三女學生進行猥褻行為。
中野：中川剛（第5話）（香港配音：蕭徽勇）
在日本各地扮演吉祥物的著名人士。
常盤伸吾：平埜生成（第5話、第6話）（香港配音：黃積權）
威脅挑釁古井豐（猴子）的西高學生。
中井的父親：佐藤貴史（第6話、第7話）
貴子的父親。
主播：末吉君（第6話）（香港配音：招世亮）
負責轉播接力賽的主播。
記者：水木優奈（第6話）（香港配音：曾秀清）
在接力賽現場採訪的記者。
若井節子：麻生祐未（第8話、第9話）（香港配音：沈小蘭）
原平太的再婚對象。以和服姿登場的熟女，擅長做家事。
松下刑警：岩寺真志（第9話－最終話）（香港配音：馮志輝）
14年前曾調查火災事件。

## 各集劇情
| 靜岡縣三島市有三所私立高校，除了每年東京大學合格生輩出的駿豆西高校（通稱「西高」，學力偏差值66），另有聖三島天主教女子高校（通稱「三女」，偏差值60）和駒形大附屬三島佛教男子高校（通稱「東高」，偏差值44）。三島男子高校的校名並無「東」字，此通稱為當地人為了和名校駿豆西高校做區別，在戲謔之下所取的暱稱而行之有年。 在「東高」擔任國文老師的原平助（錦戶亮 飾）是一位普通男子，平日不擅長與女性相處，因14年前發生的事故，平助對家鄉抱持一份特殊的責任感。某日，電車上發生了「三女」的女學生山田（特林德爾·玲奈 飾）疑似被偷拍的事件，東高的男學生成田（船崎良 飾）被懷疑是偷拍者，碰巧「三女」的生活指導教師蜂矢理沙（滿島光 飾）亦乘坐同一班電車，蜂矢使出顏面膝攻擊並將成田的手機沒收。其後，平助、成田及學生會長半田（鈴木貴之 飾）前往對方就讀的女校，欲要回成田的手機並澄清事件經過，沒想到出面的即是三女的生活指導教師蜂矢，三人被蜂矢的氣勢所壓制......。 因到三女舊地重遊，平助亦回憶起就讀東高時的初戀苦澀回憶。東高當年出借給三女游泳池，平助因而對三女學生蜂矢祐子（波瑠 飾）一見鍾情。在好友蔦谷聰（永山絢斗 飾）的鼓勵之下，平助寫了情書給祐子並邀其一起放煙火。當日，平助滿心期待，祐子卻失約。已買了煙火的平助將煙火帶至學校並打電話邀聰一起放煙火，但語焉不詳的聰似有隱情。先到了學校的平助，在頂樓赫然看見聰竟和祐子在隔壁三女的頂樓接吻。氣憤的平助打電話給聰，但聰仍在說謊。聰瞞著平助和祐子交往，卻同時鼓勵平助追求祐子的舉動讓平助氣憤不已，於是平助連續發射20枚煙火想擊中兩人卻未果。傷心的平助奔跑回家後，母親（森下愛子 飾）告知三女失火，平助認為是自己施放煙火時不慎造成三女教堂燒燬，深深自責。而因火災事故，事發當時在現場的聰和祐子被警方留下製作筆錄。其後，聰因缺課數過多遭退學、祐子則自請退學，兩人不知去向。 因14年前發生的事故，三女的學校經費已花用甚鉅，在面臨經營困難及當地少子化的趨勢，使得三女不得不考慮與隔壁的東高併校。但兩校「贊成派」和「反對派」各持己見，加上多年來兩校之間的相處摩擦不斷，因此欲改變現狀的原平助提議兩校先各自挑選出約15位三年級學生，和對方組成兩班男女混合的實驗性班級，採取為期半年的「實驗性共學制」。平助亦趁機詢問蜂矢理沙是否有個姐妹叫「蜂矢祐子」，沒想到理沙僅冷淡的表示「已和姐姐多年沒見面」。 男女學生共學制實施之後，根據兩校協議，原平助前往三女的「三年C班」授課，蜂矢則擔任東高「三年三班」的導師。原平助帶著班上男學生前往三女的「三年C班」時，卻面臨了一場始料未及的......「震撼教育」。 因自我介紹時踩到三女「地雷」的原平助，持續的被女學生們瞧不起。在東高上課時臨時被呼叫的蜂矢理沙，在平助的呼救之下像風一般的衝進三女教室並制服學生們。兩位教師亦各自在對方的學校遭遇到各種適應期的狀況。蜂矢則告知平助一些在女校授課的原則和要領，表示對女學生說話勿帶有性別歧視的口吻，平助和保健室Don't Mind老師淡島舞（坂井真紀 飾）因而得知理沙原來被稱為「Black Tiger」。而在兩校多年來一向往來不睦的情形下，小情侶海老澤（重岡大毅 飾）和阿部（森川葵 飾）離家出走。正當兩人的導師平助和理沙不知如何是好時，保健室Don't Mind老師再度發揮3C高超技術，冒充學生成田的帳號，從學生們的LINE聊天群組得知海老澤和阿部在五反田。海老澤和阿部要走入情人旅館時，偶然被從情人旅館走出來的原平助父親原平太（風間杜夫 飾）看見。原平太為了不讓自己也在這種場所的事曝光，暗自將兩位學生上賓館的事壓下並付計程車費用讓兩人回家，小情侶結束了短暫的私奔。隔日在學校，被矇在鼓裡的蜂矢向學校報告幸虧有「善心人士」的通知和幫助，才能找到兩位學生。 另一方面，平助在課堂上告知學生，兩校其實在14年前一起合辦過文化祭，只是因三女教堂燒燬而中止，而當事者蔦谷聰和蜂矢祐子則遭受到旁人的責難，原本祐子仍堅強的上學，但其後也自請退學。又挖出傷心回憶的平助認為兩校不應該為這些小失敗而停止兩校來往的腳步甚至不睦，身為一份子的自己也有努力的責任，甚至向班上的海老澤和阿部鞠躬道謝，表示十分感謝兩人無懼強加在自己身上的校規之勇氣。理沙在教室後方聽見平助這番真誠的話，內心感動，請託平助擬定文化祭的企劃書。 某日，平助走進Girl's Bar，驚愕的發現在店裡幫忙的竟是失蹤多年的蔦谷聰。而隨後走進Girl's Bar的理沙，看見聰和平助......，莫名其妙又錯愕的在場三人瞬間面面相覷。 在Girl's Bar的原平助，驚訝的詢問聰為何在店裡？聰表示當年和蜂矢祐子共同身為文化祭執行成員時，祐子主動追求自己，甚至還邀自己去放煙火，當時回覆了祐子「如果能去的話就去」。平助表示「這不是當年祐子回覆我邀約的內容嗎？」但聰表示，果然自己當年回覆祐子的話，被祐子拿去回覆平助了。聰向平助下跪坦承自己親吻了祐子，並表示是祐子在三女頂樓說「想燒掉校舍，這樣就可以男女併校」。此番似真似假的話讓平助一頭霧水，半信半疑。而蜂矢理沙則因姐姐疑似縱火的事件，學生時期總是被挑釁，才導致了現在以暴制暴、身手俐落的武鬥派性格。理沙和平助在回家路上的談話之際，一名偽裝成神職人員的慣性猥褻犯出現，推倒了平助，所幸理沙出手相救。理沙提醒平助記得告知女學生提防猥褻犯。 兩校答應男女合班、推動文化祭，但前提是考試成績必須達標，兩項條件為「理沙在東高的班級必須全學年第一、平助在三女的班級不可墊底」，否則男女共學班解散、文化祭就此終止。為了達成目標，成績較差的平助班級男學生前往平助家進行集訓合宿。但基礎不佳的數名學生仍對學習感到力有未逮。平助為了提高男學生學習意願，請託班上成績好的數名女學生對男學生們進行「一對一」教學。期間，因頻繁的接觸，阿部喜歡上了高大挺拔的東高學生會長半田（鈴木貴之 飾），而阿部男友海老澤則傷心的發現了這個事實。平助亦從大木（龍星涼 飾）口中得知原來村井（小關裕太 飾）一直暗戀著半田。疑似新的「四角關係」誕生。 特訓後，考試結果公布，理沙在東高帶的男女混合班一如預期全學年第一，但，平助在三女的男女混合班未達標。共學制宣布取消，男女學生必須回到各自學校。平助和三女班上的男學生，集體向女學生鞠躬道謝，感謝這段時期的相處。平助領著東高男學生走出三女學校時，正好與帶著女學生回到三女的理沙擦身而過。理沙忍淚的表示對這結果「不甘心」，女學生的成績不僅也提高了，重要的是，男學生們這段日子的努力令人感到敬佩。而這正是「男女共學制」的成果。聽到理沙此言的平助，只能和理沙一樣無奈的接受這事實。 共學取消後的翌日早晨，東高的第一堂課，曾在東高上課的女學生竟無視旁人的直挺挺走入東高教室，準備要上課。受到女學生鼓舞的男學生們見狀，內心頓時熊熊燃燒，亦鼓起勇氣衝向了三女教室繼續共學制。錯愕的平助和老師們阻止學生們未果。女學生會長中井（黑島結菜 飾）站出來解釋女學生們繼續共學制的理由。校長和老師們受到感動。 此時，經常出沒猥褻女學生的謎樣男子衝進三女校園，正當眾人驚魂未定之際，在三女堅持共學制的男學生們瞬間紛紛衝出教室，壓制了該名男子。理沙見狀，欣慰的說道：「學校有男學生，還是很好的嘛！」而因為這一連串的變化，使得共學制得以延續。 某日，在Girl's Bar，一名男子痛毆聰，理沙連忙制止，大喊「住手，老爸！」在店裡的眾人又是一陣錯愕......。 自14年前的火災事故後，蜂矢家不斷被地方人士暗中排擠，祐子亦離家出走而行蹤不明，蜂矢父親善人（平田滿 飾）後來亦和妻子離了婚。而因顧及地方人士的眼光，父親一直沒主動尋找女兒祐子。認為是聰唆使祐子縱火的蜂矢父親，無法原諒聰。而原平助亦藉此機會在蜂矢父親和理沙的面前坦承暗戀祐子，理沙驚訝。但平助未坦承自己施放煙火的事。 學校裡，因為兩校計畫合辦文化祭，為了增進兩校執行委員學生們的感情和熟悉度，學生提議兩校的執行委員前往沼津市的海洋生態水族館進行校外教學。兩校校方亦欣然同意。保健室Don't Mind老師繼續發揮個人3C技術，入侵SNS得知了學生之間剪不斷、理還亂的暗戀關係圖。「三女」校長吉井（齊藤由貴 飾）亦開始態度軟化，和「東高」教職員們在Giri’s Bar聚餐，並嫌棄席上的東高Don't Mind老師是醜女，Don't Mind老師深受打擊。但吉井在一杯黃湯下肚後莫名其妙的和原平助父親，即永樂寺住持原平太共枕眠。而因此突發事件，原本一早應到學校演講的原平太宿醉不醒，兒子原一平（江成和己 飾）只好代替父親前往。不料，卻在學校和Don't Mind老師邂逅，原一平瞬間感到愛神降臨。 校外教學當天，原平助和蜂矢理沙一同搭電車，途中，平助因站不穩不小心對理沙壁咚，純情的理沙內心小鹿亂撞。到達海洋水族館後，三女的學生會會長中井貴子（黑島結菜 飾）向原平助告白。但中井亦向平助表示自己沒有要交往的意思，只是想以這份心情努力辦好文化祭；另一邊，被阿部余和村井守（小關裕太 飾）暗戀的東高學生會會長半田豪（鈴木貴之 飾）鼓起勇氣向理沙告白，表示理沙來東高上第一堂課發表「處女宣言」時，即迷戀上了理沙。半田要求和理沙交往。理沙聞言，害羞表示自己「要結婚了」。半田錯愕，詢問「對方是何人？交往多久？」理沙透露對方是原平助，甚至害羞的表示「沒交往，但會逐漸愛上他的。因為是結婚對象」。理沙要求半田不得洩露她這個不為人知的「祕密」，並留下驚魂未定的半田在風中凌亂。原來理沙相信在三女流行的都市傳說，在途中的電車上，恰好和平助同握一天才會出現一次的心型吊環，因而偷偷的認定平助是和自己共度一生的真命天子。 回到學校後，認為應理性看待男女相處的平助，和鼓勵學生追求真愛的理沙，分別在自己的課堂上對學生大聊自己關於戀愛的想法。理沙亦在學生詢問下坦承「已有喜歡的人」。 另一方面，腳抽筋的學生成田淳（船崎良 飾）進入保健室，卻撞見了原一平和Don't Mind老師......。 原一平在演講後邂逅Don't Mind老師，即對Don't Mind老師一見鍾情，兩人關係逐漸升溫。而東高學生古井（矢本悠馬 飾）因和三女的超人氣女學生山田·birkenstock·京子（特林德爾·玲奈 飾）交往，引起了駿豆西高校（通稱「西高」）男學生們的不快，西高男學生們在電車上群毆古井，並將過程上傳至網路。被毆的古井在警局，因感到丟臉而堅決不承認被毆的事實。而因此事件，東高和三女的師生們得知原來兩人正在交往。 未有戀愛經驗、單方面決定和原平助結婚的理沙對於自己是否喜歡平助感到困惑，雖然詢問了Don't Mind老師的看法並上告解室找修女校長吉井商量，但心裡仍是剪不斷理更亂。在Girl's Bar，理沙聽聞平助父親曾經在平助面前推薦過自己，心中竊喜。不知東高校長「3D」星期五在電台兼職當DJ的理沙，向東高校長主持的廣播節目《對不起青春！》留言。「3D」call out給理沙後，火速被理沙認出聲音，兩人雞同鴨講鬧了笑話。另一方面，聰主動到祐子父親的田裡想幫忙，希望能取得祐子父親的諒解，但皆遭祐子父親的拒絕。父親向來訪的原平助表示，是自己當年在祐子被孤立、最低潮的時期未能幫助她，甚至對她冷言冷語，讓得不到家人關心的祐子離家出走，自己對此事感到極為後悔，於是亦打電話進去「3D」的電台節目，將節目當傳聲筒對著失蹤多年的女兒祐子喊話，表達後悔和歉意。 而被西高群毆的古井，為了面子，答應西高學生提出的驛站接力賽要求，共學制班上的男女同學得知後，亦同仇敵愾的努力練習，想拿下比賽幫古井出氣。另一方面，兩校在平助的提議下，決議將合併後的校名取為「聖駿高校」（聖三島女子學校和駿河國的合稱），此校名亦和「青春」同音。而原本充滿鬥志加緊練習的師生們，卻得知了實力堅強的飛毛腿古井又和西高起衝突鬧進警局甚至被禁足一週無法參賽。學生們認為競賽既是為了古井，這下主角缺席，這件事已經變得沒有意義，女學生會長中井表示不如退出比賽。為了此事煩惱的平助，找古井相談。平助才知道，古井是故意和西高學生打架，而這背後的理由，竟是為了讓自己在比賽當天無法上場比賽。原來，古井另一個不為人知的身分即是扮演著當地著名的吉祥物「三島小丸君」。古井因自小家境富裕，做很多事都缺乏鬥志，直到陰錯陽差之下接到扮演吉祥物的工作，並受到某個孩子的啟發，態度才被這份工作改變，並把扮演吉祥物視為自己不可動搖的理想。比賽當天有扮演吉祥物的工作抽不開身，加上150公分的身高限制，無論如何都找不到人代班，古井因而放棄比賽，只希望平助幫他保守祕密。回到學校後，平助試圖說服學生繼續參賽，但女學生會長中井表示無法理解古井退賽的原因，為何老師要替他說話？一旁的理沙看到平助語塞的模樣，忍不住喊了某句話幫平助解圍。學生們在平助和理沙兩位老師的說明下，決定參加比賽。原最後一棒的古井，改由成田代替。 另一方面，在保健室為學生擦藥的Don't Mind老師，聽到了原一平「已婚」的事實，不知道一平已婚的她，頓時天旋地轉......。而在家中的原一平，突然看見原平助房間的菩薩塑像化身為過世多年的母親並對自己喊話，驚嚇失色。化身為菩薩的媽媽，對著一平疾呼，表示「不正當的男女關係」，會受到懲罰！ 終於到了比賽當天，東高和三女學生鬥志高昂，而古井亦忙著扮演吉祥物為同學加油，東高和三女的學生們都不知眼前吉祥物是自己的同學古井。 為了紀念東高三女合併，因此以「聖駿高校」的校名組成男女混合隊伍形式參加「到箱根的馬拉松接力賽」。在原平太（風間杜夫 飾）的鳴槍之下，接力賽正式起跑。第一棒跑者中井（黑島結菜 飾）一開始即位居領先，但後半距離卻想起因家中因素，三週後必須轉學的事，突然打亂速度；第二棒跑者半田（鈴木貴之 飾）也因想起自己的戀情，包括開始和阿部（森川葵 飾）交往後，發生種種適應不良的情形，自己甚至轉而接受村井（小關裕太 飾）的愛意而腦中一片混亂。而其後的海老澤（重岡大毅 飾）、神保（川榮李奈 飾）等棒次也因私人的煩惱，齊陷入思緒混亂中......。最後一棒代替古井（矢本悠馬 飾）的成田（船崎良 飾）沒想到在路上腳受傷而無法繼續前進，扮演吉祥物三島小丸君且正在禁足處分狀態的古井，在不想暴露身分的狀況下，竟以吉祥物的裝扮直接接過成田的接力帶，代替成田跑最後一棒。 另一方面，在平助老家永樂寺的原一平（江成和己 飾）也陷入苦惱，看到電視轉播裡的Don't Mind老師，下定決心趕往現場。在比賽現場和Don't Mind老師見到面的一平，壓抑不住熊熊的愛意，推倒了Don't Mind老師，Don't Mind老師一番欲拒還迎......。 而接力賽上，眾人最後竟看到身掛聖駿高校接力帶的「三島小丸君」和西高選手衝向終點！吉祥物裝扮裡的古井拼了命的以第一名之姿衝過終點，但，亦因此而暴露身分。而原本擔任最後一棒的成田，由原平助揹著，最後自力走到終點完成賽程。因古井以未登錄身分參賽之事，平助被要求到當地主辦單位寫始末報告書。理沙代替原平助上課，並向學生表示，自己原本亦認為得勝才是首要之事，但古井的作為事出有因，聖駿高校亦完成了比賽，如果每一次都輕易的取勝，日後的回憶亦不會這麼刻骨銘心，有時，失敗也是一種獲得。 接力賽落幕後，女校長吉井打電話進男校長3D的電台節目。不知道DJ真實身分是3D的吉井，透過電話向3D道歉。表示自己以前對3D的態度不佳，而且經過這次接力賽後，感受到男女學生之間和睦相處的純粹幸福。3D聞言感動。 文化祭即將到來，男女共學制的執行委員們加緊練習、分配表演節目事宜。女會長中井則因工作分配問題和其他同學意見不合。海老澤向中井再次告白時，得知了中井在三週後即將轉學的消息。 另一方面，原平太告知兒子平助，原一平似乎有婚外情，但不知婚外情的對象是誰，希望平助能查探究竟。平助奔回家後，一平向平助坦承了與Don't Mind老師之間的關係，平助驚愕......。 得知哥哥一平和學校的Don't Mind老師發生婚外情的原平助，要求一平和Don't Mind老師分手。一平表示不忍心傷害Don't Mind老師，無法主動提出分手。 另一方面，男女共學後的「聖駿高校」學生們正努力的準備著文化祭的節目，唯一知道女學生會長中井即將轉學的海老澤，忍不住將轉學一事告知理沙老師，並希望理沙幫中井保守祕密，因中井不希望因自己離校的事破壞班上氣氛。得知轉學一事的理沙，為了讓中井好好利用剩餘時間和原平助相處，於是將原本由中井負責的文化祭工作項目交待由其他同學負責；而因東高和三女各自有自己的校歌，為了產生合併後能代表兩校的校歌，校方在理沙提議下，將創作新校歌的工作交由中井和原平助，理沙自己亦代替平助擔任文化祭主要執行者，並表示中井和原平助只需專心在文化祭前完成校歌即可。中井猜測理沙老師應該已得知自己喜歡平助，所以才幫自己分擔掉工作，製造自己和平助的相處機會。 另一方面，和一平陷入婚外情的Don't Mind老師，得知一平是有婦之夫後，打電話進去校長3D主持的電台節目，吐露自己心聲。一邊哭著表示自己其實已有論及婚嫁的男友，感謝原一平擔任自己的戀愛練習對象。聽到節目的一平，深受打擊而大哭。Don't Mind老師則和同校的體育老師富永（富澤岳史 飾）展開交往。 而被委託創作校歌的原平助，進度不甚理想，並因種種煩心的事情將此事擱置一旁。理沙得知後，心急的質問平助，平助在理沙的壓迫下忍不住對理沙大聲發火。不得已的理沙，雖然答應海老澤幫中井保守祕密，也只好對平助道出「中井即將轉學，文化祭亦無法參加」的事實，這首歌即是中井送給大家的禮物，所以才想趕在文化祭之前完成。知道真相的平助，對於自己竟沒發現中井異樣的舉動而感到自責。 哥哥一平和Don't Mind老師結束婚外情之後，因消除了罪惡感，已不會看見過世的母親顯靈，只剩平助能看見母親化身的菩薩。平助在母親的勸說下，鼓起勇氣想在班上坦承自己是14年前三女教堂縱火的兇手，但語未畢，即被臺下穿著女校制服的男學生村井打斷。村井突然向大家表示自己「喜歡男人」。 文化祭前，原平助和中井終於創作出校歌，所有學生亦完成練唱。在女學生會長中井離校當天，平助、理沙和學生們瞞著中井，在中井離校的路上，眾人在天橋上拉起為中井祝福的布條，為中井製造驚喜，中井感動落淚。 而平助因之前對理沙發火的事向理沙道歉，理沙跑進保健室後，激動的向Don't Mind老師表示自己終於找到「未婚夫」平助吸引人的地方了！雖然之前將平助視為結婚對象，但總是無法真正喜歡他......，直到這次，平常老是一副傻笑的平助，終於表露出自己內心真正的情緒。理沙對此感到異常的開心。而從未聽聞理沙說過自己真命天子是平助的Don't Mind老師，此刻才知道原來理沙心儀的對象是平助，因而和理沙兩人開心尖叫。 另一方面，村井的父親村井晉太郎（津田寬治 飾），即東高理事長氣勢凌人的到學校找村井，卻在同時間看到以女校制服裝扮走入學校的兒子......。 村井父親看見女裝打扮的兒子cosme（小關裕太 飾）之後，勃然大怒，認為學校沒有進到管教之責，一氣之下取消併校一事，三女的經營堪慮。而因為自己的緣故影響了兩校師生，cosme為此自責落淚，同時表示自己從小即喜歡男生、喜歡穿女生的衣服。同學聞言皆支持cosme。原平助堅決表示文化祭（青春祭）已迫在眉睫，必須進行下去。而因兩校共學制的取消，青春祭亦受到影響，為了讓活動順利舉辦，平助前往村井府上說情，但亦吃閉門羹。 另一方面，平助從聰的口中得知，原來聰曾經因為外送可樂餅而和祐子見過面，當時祐子住在熱海市的飯店中。但平助致電飯店詢問時，祐子已不知去向。某日，平助從《對不起青春！》廣播節目中聽到祐子打電話進電台，祐子表示想對當年的聰道歉，並透露真正在腦中揮之不去的人，是聰當年那位鼓起勇氣鼓勵自己的「好友」。平助聽到祐子的call in，奔向電台想要探聽祐子的電話，卻發現主持人竟是東高校長3D。 平助和理沙再次前往村井家拜訪。進門後，發現cosme的父親，即理事長村井身著女裝。原來理事長為了體驗兒子的心境感受，購買了上百本「性別認同障礙」書籍來研究、甚至身著女裝逛超市。雖被指指點點，但還是無法體會為何兒子會是女人心。理沙見狀，向理事長表示請翌日務必到校，原平助會對村井父子進行一堂「特別授課」。走出村井宅邸後，將平助視為結婚對象的理沙，則因平助拖延唯諾的性格感到不耐，忍不住在路上對平助告白。理沙這場突如其來的生平第一次告白，卻被來往的車輛打斷。傲嬌的理沙拂袖而去。 翌日早晨，村井父子到校聽平助的「特別授課」。平助的說明仍舊無法使理事長村井理解接受。但兒子cosme卻忍不住淚如雨下，父子兩人在情緒爆發之下反而對彼此坦承了內心的想法。理事長接受了「男身女心」的兒子。並對兩校的校長表示繼續共學制和青春祭，兩校師生歡呼沸騰。 正當兩校忙碌準備青春祭時，平助將理沙叫到屋頂，想好好回答當天理沙的告白。平助對理沙表示，兩人可以先從朋友做起。此時，平助似乎有其他話想說，但又表示改天再說。向來對不乾脆的平助感到不耐的理沙，又忍不住對平助表露了不耐。而注意到自己這種態度的理沙，同時回過神來認為自己的性格太過急躁，平助喜歡的應是其他那種溫柔的女生。理沙感到懊惱不已。平助見狀安慰理沙，「這樣的妳很好。很完美」，並向理沙伸出友誼之手。理沙害羞的緩緩握住平助的手，甜蜜的傻笑著。 另一方面，平助的父親，即永樂寺住持原平太登錄徵婚網站尋找第二春。某日，一神祕女子（麻生祐未 飾）前來永樂寺。 而在學校，一位紀實報導雜誌編輯前來東高採訪青春祭，平助和理沙被叫到校長室。一進門的兩人，震驚的發現眼前竟是14年來人間蒸發的蜂矢祐子。眼眶瞬間泛淚的理沙表示，「是我姐姐」。 因為「青春祭」的取材而造訪學校的蜂矢祐子，在Girl's Bar和父親及妹妹理沙相隔14年之後終於見面。蜂矢善人為了當年冷漠的對待祐子而使其離家出走一事激動下跪道歉。然而，祐子的出現卻讓理沙心情萬分複雜及低落，因而轉身離開Girl's Bar。原平助見狀，連忙追上理沙，理沙於是將平助當作傾訴的對象，把從小到大對姐姐祐子的不滿一口氣道出。平助不知如何安慰理沙，只能眼睜睜目送理沙離開。 另一方面，原平太在婚姻介紹所認識的再婚對象節子（麻生祐未 飾）來到了永樂寺，和原家一家人共同生活。兩個兒子平助和一平對爸爸沒和家人商量即擅自決定結婚對象，內心感到反抗。但家事萬能、無懈可擊的節子卻讓兩人逐漸接受這個事實。而因姐姐祐子回家而感到尷尬的理沙，主動要求平助收留自己。平助和理沙兩人連續10天同住一間房，卻沒發生任何事。理沙因此藉機向節子學習廚藝，想做菜給平助吃。 來採訪活動的祐子，亦向原平太等人透露關於當年三女教堂失火事件，警方在現場有發現煙火燃燒的痕跡，平太則向祐子質疑為何當年要逃？若非兇手，主動離家不見蹤影只會更讓人起疑。其後，平太亦向兒子平助表示，其實當年的事件當天，平助母親已發現平助樣子不對勁，認為事有蹊蹺。警察上門盤查時，平助父親平太因不希望平助捲入事件，亦證言保護了兒子。 而決定與節子再婚的原平太，亦打電話進《對不起青春！》表示想對已逝的妻子道歉，並回憶了過往妻子種種的好。在收音機另一邊聽到節目的節子，感動地了解了原平太妻子對原家一家人的不可取代性，因此默默的離開了原家。 某日，平助將理沙約到天台，想坦承自己是當年三女火燒教堂事件的縱火者，並打算在青春祭之後辭職。剛為平助準備完晚飯開心赴約的理沙，錯愕的聽著眼前的平助細數14年前和姐姐的過往。平助向理沙表示已決定不當教師了，而且，當年縱火的人就是自己。過度驚訝的理沙一時無法接受，得知了原來這些年，家人被週遭人排擠、姐姐失蹤、自己在學校被欺負等一切都跟平助有關。竟然是自己喜歡的人。瀕臨崩潰邊緣的理沙眼淚奪眶而出，並憤怒的質疑平助，「為何明天都要舉辦文化祭了，現在突然道出這些？難道以為不會被發現就不說麼？」平助表示對於多年來隱瞞一事，自己責無旁貸，但對理沙隱瞞這件事最痛苦，所以想第一個告訴理沙事件真相。原因是理沙是自己重視的人，平助向理沙表示，「我喜歡妳」。無預期之下聽到平助告白的理沙，想起和平助之前在電車上同握心型吊環，反而牽起平助的雙手，鼓勵平助，表示雖然並沒有原諒平助的作為，但會陪伴平助一起跨過這個難關。 翌日，青春祭正式開始......。 因文化祭而合併的聖駿高校「第0屆青春祭」正式開始。原平助打算向蜂矢祐子坦承當年縱火事件的真相，但此舉被蔦谷聰發現，聰制止平助，害怕如此一來，平助會被祐子憎恨。聰並告知平助上次在廣播節目《對不起青春！》，祐子曾透露自己真正喜歡的人是平助。但平助在當晚，仍在禮拜堂將事件真相告知了祐子。走出禮拜堂的祐子，遇見了妹妹理沙。兩姐妹淚眼相對，理沙表示希望姐姐能原諒平助，讓過去一筆勾消。祐子僅笑著表示「目前暫時做不到。」兩姐妹重修舊好。 另一方面，蜂矢和原家的兩位父親，在Girl's Bar談及此事。已得知真相的原平太，亦向蜂矢父親坦承當年縱火者是自己的兒子，兩人發生了衝突。但因同樣身為父親、亦被火災事件影響，雙方產生了體諒的心情。 青春祭第二天，已轉學的中井貴子回校，受到大家的歡迎。晚上，學生們升起營火、老師主任們上台表演，炒熱學校氣氛。當晚在禮堂，亦頒發「青春先生」和「青春小姐」，獲獎者分別是原平助和cosme。原平助趁著上台的機會，鼓起勇氣向所有人坦承14年前縱火的真相。並表示自己當年為了贖罪，才選擇當一名老師，接下來會辭去教職。三女校長吉井表示無法諒解，但一旁擔任晚會主持人的神保（川榮李奈 飾）說出「誰是真兇有什麼關係。是縱火犯當了老師，又不是老師變成了縱火犯」。此句話被在場的師生聽見，14年前只有4歲的此屆學生們紛紛附和認同，亦表示若無原平助老師，合併、文化祭等，全部無法實現。 此時，蔦谷聰將警察領進了學校，並讓警察解釋了當年的縱火者並非平助。在校長室，教職員們、蜂矢及原家兩家父親一同傾聽警察的描述。原來14年前的事故現場，以距離而言，平助要引發火災的機率微乎其微，刑責追溯期已過，亦找不出真兇。 翌日，青春祭結束，師生們收拾完現場後，成田代表所有青春祭執行委員，向即將離職的原平助表達感謝之意。平助聽完了此番話，亦鼓起勇氣在學生面前向蜂矢理沙大喊「我們結婚吧！」，理沙和現場學生驚訝。理沙害羞的答應了求婚。 其後，聰和祐子一起在蜂矢家幫忙農作、即將結婚的理沙則在原家進行新嫁娘特訓。而併校後的聖駿高校新任校長則是由原「三女」校長吉井擔任，原「東高」校長三宮因在電台的兼差曝光，被降為順位第三的訓導主任。原電台節目主持工作則由辭去教職的原平助取代。 畢業典禮當天，身著制服的平助踏進禮堂，一同和畢業生領取了「畢業證書」，正式畢業。 |

## 評價
此劇播出後，劇中笑料引起觀眾討論及好評，播出後滿足度亦節節升高，日本媒體亦稱之為「怪作」。日本電視評論家認為此劇與過往此時段的題材性質相異較大，加上屬於闔家觀賞的時段，劇中語速偏快、黃色笑料等因素使收視率偏低。此劇的錄影率亦常位居第一。第三話播出後，各報娛樂記者投票顯示出叫好不叫座，並將此劇列為當季秋季日劇的滿足度前三位。TBS電視台的製作總局局長貴島誠一郎在2014年10月19日來臺灣進行交流，在座談會表示「此劇放在其他時段，例如星期五會比較適合。」
在日本最高榮譽之一的電視劇獎銀河賞中，《對不起青春！》與同樣收視偏低的《為了N》一同獲月間賞。在第83回日劇學院賞中亦為最佳作品第三位（記者票第一，評審與讀者票第二），最終獲得女配角和劇本獎。

## 獎項
- 2014年銀河賞（與《為了N》一同獲得）

電視劇部門月間賞最佳作品
- 2014年日刊體育日劇大賞秋季檔

最佳女配角：滿島光
- 第83回日劇學院賞

最佳女配角：滿島光
最佳劇本：宮藤官九郎
- 2014年TVnavi日劇年度大賞秋季檔

最佳作品
最佳女配角：滿島光

## 製作人員
- 劇本：宮藤官九郎
- 導演：山室大輔（日语：山室大輔）、金子文紀、福田亮介
- 配樂：真島昌利（The Blue Hearts）[1]、羽毛田丈史
- 音樂總監：志田博英
- 製作人：磯山晶
- 出品：TBS電視台

## 主題曲
〈不是說了嗎〉
演唱：關西傑尼斯8
填詞：宮藤官九郎
作曲：峯田和伸（銀杏BOYZ樂團）

## 相關商品
- DVD、藍光：本篇5片、特典1片，2015年6月3日發行（收錄電視未播出的「24分鐘導演剪輯版」）。
- 劇本集：宮藤官九郎「週日劇場《對不起青春！》」，2014年12月21日發行。ISBN 978-4047316980
- 原聲帶：真島昌利（The Blue Hearts）、羽毛田丈史「TBS週日劇場《對不起青春！》」，2014年12月3日發行。

## 播出日程與收視率
| 集數                                                        | 播出日期       | 標題 （日文原名）                                                     | 導演     | 收視率 | call in進電台者                                     |
| ----------------------------------------------------------- | -------------- | --------------------------------------------------------------------- | -------- | ------ | --------------------------------------------------- |
| 1                                                           | 2014年10月12日 | 宮藤官九郎最新作！ 青春才是最開心的一課！ 恥辱、後悔與初戀的記憶 （） | 山室大輔 | 10.1%  | 無                                                  |
| 2                                                           | 2014年10月19日 | 眼中只有你 （お前しか見えない）                                                       | 山室大輔 | 7.7%   | 海老澤讓（重岡大毅 飾） 高中時期原平助（錦戶亮 飾） |
| 3                                                           | 2014年10月26日 | 命運的學力測驗！考生必看！ （運命の学力テスト!受験生必見!）                                       | 福田亮介 | 6.7%   | 阿部余（森川葵 飾）                                 |
| 4                                                           | 2014年11月2日  | 戀愛風暴！衝啊！ （恋の嵐! ガッついていこう!）                                                 | 金子文紀 | 6.7%   | 半田豪（鈴木貴之 飾）                               |
| 5                                                           | 2014年11月9日  | 為了同伴、為了學校而賭上自尊的賽跑！命運的接力賽start！ （仲間のため学校のためプライドを賭けて走れ!運命の駅伝スタート!）          | 山室大輔 | 7.4%   | 蜂矢理沙（滿島光 飾） 蜂矢善人（平田滿 飾）         |
| 6                                                           | 2014年11月16日 | 英雄就是堅持到最後！ （ヒーローは最後にやってくる!）                                             | 福田亮介 | 8.2%   | 吉井良江（齊藤由貴 飾）                             |
| 7                                                           | 2014年11月23日 | 響徹三島天空！她的禮物 （三島の空に響け！彼女の贈り物）                                           | 山室大輔 | 5.7%   | 淡島舞（坂井真紀 飾）                               |
| 8                                                           | 2014年11月30日 | 兒子是女生？取消合併！終於告白了！ （息子が女子? 合併解消! ついに告白!）                               | 金子文紀 | 8.8%   | 蜂矢祐子（波瑠 飾）                                 |
| 9                                                           | 2014年12月7日  | 今天 對重要的人說抱歉及再見 （今日大事な人にごめんねとさよならを言います）                                      | 福田亮介 | 08.8%  | 原平太（風間杜夫 飾）                               |
| 10                                                          | 2014年12月21日 | 無法忘懷！青春才是最讓人開心的一門課！ （忘れない! 青春ほど楽しい授業はなかった!）                           | 山室大輔 | 05.8%  | 三宮大三郎（生瀨勝久 飾）                           |
| 平均收視率7.59%（收視率由Video Research於日本關東地區統計） |                |                                                                       |          |        |                                                     |

- 註1：第1、5話加長15分鐘。
- 註2：第3話因TBS直播日本職棒冠軍戰阪神虎對福岡軟銀鷹第二戰而延遲25分鐘播出。
- 註3：原訂於12月14日播出的最終回，因播出第47屆日本眾議院議員總選舉投開票特別節目《亂！總選舉2014（日语：乱!総選挙2014）》，最終回順延至12月21日。

## 外部連結
- TBS電視台官方網站 （页面存档备份，存于）
- 對不起青春！的Facebook專頁
- 對不起青春！的X（前Twitter）
- 對不起青春！的Instagram帳戶（更新者：滿島光）

## 節目的變遷
| TBS電視台系列 TBS電視台周日劇場     | TBS電視台系列 TBS電視台周日劇場         | TBS電視台系列 TBS電視台周日劇場 |
| ----------------------------------- | --------------------------------------- | ------------------------------- |
|                                     | 對不起青春！ （2014.10.12－2014.12.21） |                                 |
| 父親的背影 （2014.7.13－2014.9.14） | 流星休旅車 （2015.1.18－2015.3.22）     |                                 |

| 緯來日本台 星期一至五 23:00 - 00:00 | 緯來日本台 星期一至五 23:00 - 00:00 | 緯來日本台 星期一至五 23:00 - 00:00 |
| ----------------------------------- | ----------------------------------- | ----------------------------------- |
|                                     | （2015.4.1－2015.4.16）             |                                     |
| （2015.3.18－2015.3.31）            | （2015.4.17－2015.5.1）             |                                     |

| 香港 TVB日劇台 星期六 13:30 - 15:25、17:30 - 19:30及21:30 - 23:30 | 香港 TVB日劇台 星期六 13:30 - 15:25、17:30 - 19:30及21:30 - 23:30 | 香港 TVB日劇台 星期六 13:30 - 15:25、17:30 - 19:30及21:30 - 23:30 |
| ----------------------------------------------------------------- | ----------------------------------------------------------------- | ----------------------------------------------------------------- |
|                                                                   | （2015.11.14－2015.12.12）                                        |                                                                   |
| （2015.10.10－2015.11.7）                                         | （2015.12.19－2016.1.16）                                         |                                                                   |